# 主権回復の日
主権回復の日（しゅけんかいふくのひ）は、2013年（平成25年）に第2次安倍内閣が定めたもので、4月28日に当たる。

## 概要
1952年（昭和27年）4月28日に、日本国との平和条約（サンフランシスコ平和条約）が発効し、第二次世界大戦終結（日本の降伏）の1945年（昭和20年）9月2日以降、連合国軍占領下により停止状態にあった日本の主権が回復した日付に基づく。
いわゆる「記念日」ないし「国民の祝日」ではないため、カレンダーには掲載されていない。
日本の完全な主権回復と国際社会復帰60年の節目を記念するための日本政府主催の記念式典「主権回復・国際社会復帰を記念する式典」を開催することが、2013年3月12日に第2次安倍内閣において閣議決定され、2013年4月28日に憲政記念館で行われた。

## 関連年表
- 1952年4月28日 - サンフランシスコ平和条約・旧日本国とアメリカ合衆国との間の安全保障条約・日米行政協定発効、占領解除。連合国軍最高司令官総司令部（GHQ）、外貨管理権を日本政府に委譲。GHQ・極東委員会・対日理事会廃止。台湾についての日中戦争終結などを定めた日本国と中華民国との間の平和条約、台北で調印。
  - 奄美群島出身者で構成された奄美連合復帰対策委員会本部は、この日を「痛恨の日」と定め、弔旗を掲げて抗議姿勢を打ち出した[2]。
  - 沖縄県では、県民にとっての「屈辱の日」[3] であるとして、沖縄自由民主党を除く全政党・教職員会・官公労・県青年団協議会・福祉関係など17団体によって沖縄県祖国復帰協議会（沖縄復帰協、会長屋良朝苗）が結成され、アメリカ合衆国から国際連合への提案があれば沖縄県などを米国の信託統治領とすると定める日本国との平和条約第3条の撤廃などの基本政策を決めた。
- 1953年12月25日 - 奄美諸島が本土復帰。
- 1961年4月28日 - 沖縄復帰協、那覇市で第1回屈辱の日祖国復帰県民総決起大会を開催。以後、沖縄が返還される72年まで毎年復帰運動が行われた。
- 1968年6月26日 - 小笠原諸島が本土復帰。
- 1972年5月15日 - 沖縄が本土復帰。
- 1997年4月28日 - 小堀桂一郎らの呼びかけで第1回主権回復記念日国民集会が開催された[4]。
- 2011年8月 - 野党第1党（当時）・自由民主党の「4月28日を主権回復記念日にする議員連盟」（会長：野田毅）は、4月28日を祝日にするとの祝日法改正案を衆議院に提出したが、不成立となった。
- 2013年4月28日 - 第二次世界大戦における連合国との平和条約発効から61年目を迎え、『主権回復・国際社会復帰を記念する式典』を天皇明仁・皇后美智子出席の下に東京都千代田区永田町の憲政記念館にて初めて開催した[5]。
- 2014年4月28日 - 2013年のような政府主催式典も自由民主党「4月28日を主権回復記念日にする議員連盟」の行事も、「節目節目に行っていきたい」（内閣官房長官・菅義偉）[6]、「沖縄市長選挙や沖縄県知事選挙に配慮するため」（4月28日を主権回復記念日にする議員連盟会長・野田毅）[7] として行われなかった。以後、政府主催の式典はなく、「頑張れ日本!全国行動委員会」による「主権回復記念日国民集会」のみが行なわれている[8]。

## 2013年の政府主催式典に対する反応
- 内閣官房長官の菅義偉が閉会の辞を述べ、天皇・皇后が還御する際、会場前方の出席者（誰が声を発したのかは未詳）から突然予定にない「天皇陛下万歳」の声が上がった[9][注 1]。安倍晋三首相ら壇上の出席者も2回目の「万歳」から合わせて、万歳三唱を行った[10][11]。天皇・皇后は立ち止まり、その後出席者に何度も会釈しながら退席した[9]。
- 2013年の式典の際、政府は全47都道府県知事に招待状を送り、知事本人が出席したのは26の各都道府県で、21の府県は副知事が出席するなど代理の出席で対応した[12]。

肯定的な意見
- 荒井正吾（奈良県知事、元海上保安庁長官・参議院議員）は2013年4月25日の定例会見で、「私自身は出席しないが、独立回復を祝おうという趣旨は賛成だ」と述べた。なお、奈良県は東京事務所長が代理出席した[13]。

批判・懐疑的な意見
- 生活の党 、日本共産党、社会民主党の3党とみどりの風は、世論が割れている中での式典開催を「天皇の政治利用」などと批判、欠席した[14]。
  - 日本共産党と関係団体は政府式典に抗議して「安保条約廃棄・真の主権回復を求める国民集会」を開催している。
- マサチューセッツ工科大学名誉教授で日本近代史を専門とするジョン・ダワーは、沖縄タイムスの電話インタビューに「沖縄抜きの平和、沖縄の主権を含まない式典は、日本政府の平和に対する無神経さを示すものだ」と指摘し、「（式典に対する）沖縄の反対は正しく、理解に値するものだ」との見解を示した[15]。
- 「主権回復の日」として式典を開催することに抗議する目的で、政府式典の同時刻に「4・28『屈辱の日』沖縄大会」が宜野湾海浜公園屋外劇場で開かれた[16]。喜納昌春沖縄県議会議長や稲嶺進名護市長、川満栄長竹富町長らが出席した。
  - 同日には公明党沖縄県本部が、式典を批判する街頭演説を行ったほか、嘉数昇明（沖縄県元副知事・自民党沖縄県連合会元会長）は自民党本部で開催された「主権回復60周年記念国民集会」に「県民の一人として思っていることを率直に話す」ことを条件に参加して「『4・28』は、沖縄では政府が沖縄を切り捨てた屈辱の日と記憶されている」と訴えている[17][18]。
- 同日には奄美大島でも抗議集会は行われたものの[19]、小笠原諸島では集会は行われなかった[20]。
- 一部の右翼・民族派は「未だ真の意味で日本の主権回復は、なされていない」などとして政府式典に抗議して『4.28政府主催「主権回復祈念式典」に抗議する国民集会実行委員会』を開催した。呼びかけは統一戦線義勇軍、一水会、大悲会、野村秋介思想研究会。ほかに主権回復を目指す会などが参加している[21]。